# 炼狱

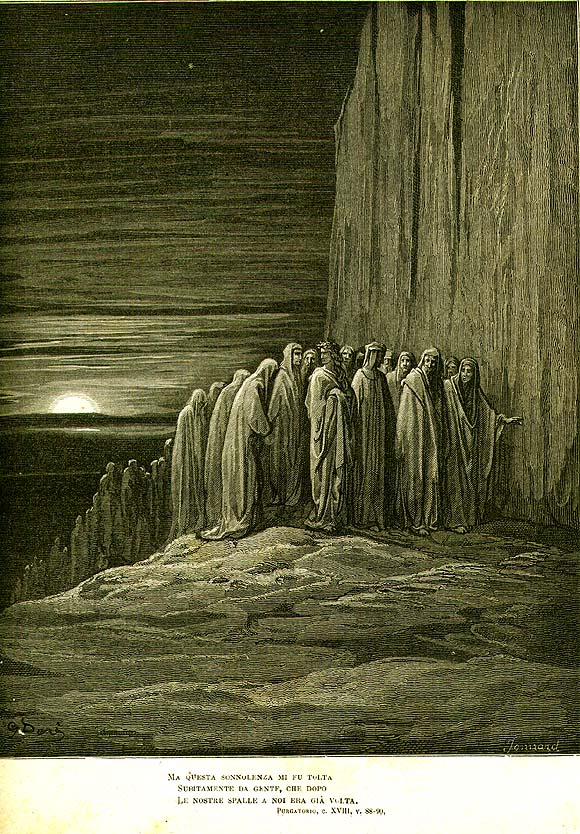
炼狱想像圖

煉獄（拉丁語：Purgatorium）是天主教用來描述與天主友好的信徒死後靈魂等待被在世的信徒祈禱來清潔靈魂，是一個反省的地方（或狀態），他們確信自己會得到永恆的救贖，但他們仍然需要淨化才能進入天堂的幸福，是天主教教義之一。煉獄的拉丁文purgare 意思為洗滌。天主教會認為《聖經》中有提及過為亡者祈禱的做法，並強調「淨化」的重要性，因此承認煉獄的存在。另一方面，大多數東正教、新教和基督教系的新興宗教認為《聖經》從來沒有直接提及過煉獄，故此不接納煉獄的概念，但部分教派認同死後會得到淨化，並為死者祈禱是有效的。

## 描述

### 天主教
煉獄被認為在天堂和地獄之間，生前有小罪没有补偿完的信徒的灵魂，在此做补偿的受苦。

### 神曲
意大利詩人但丁曾經在他的著作《神曲》裡的煉獄篇，描述過煉獄的情況。他把哲学家、思想家等等的人都列入煉獄中，而且把煉獄描述成一個有喜有樂，比較接近人間的地方。按照但丁的描述，炼狱位于地球的另一面，和耶路撒冷相对，四面环海。他说炼狱像一座螺旋形的高山，灵魂在这里忏悔涤罪。炼狱共有七层，分别代表七宗罪，每上升一层就会消除一种罪过，直到山顶就可以升入天国。但是这完全是他个人的观点。教会没有这么教导过。

## 天主教神学观点
对于炼狱，《聖經》裏沒有出現這个詞語和直接闡釋，但教廷認為《聖經》曾暗示煉獄的存在。天主教的教义認為罪分有大罪和小罪，大罪即該死罪，是使靈魂死的罪；小罪是不致於死的罪，可以在煉獄煉淨。有功德的天主教基督徒死后可以直升天國，但天主教教條指出，信徒若在生前犯有未經寬恕的輕罪或各種惡習，靈魂就會下到煉獄受火煉，淨化後才可進天國。若在世信徒为煉獄中的靈魂虔誠祈禱、布施和請神父做弥撒，便可拯救靈魂早些離開煉獄。

### 圣经依据
天主教信仰承認聖經沒有直接提到「煉獄」及「最後的煉淨」，但卻不表示沒有這方面的啟示和概念，以下是有關「煉獄」的聖經章節。
- 瑪加伯下第12章45節：“何況，他還想到為那些善終的人保留下的超等報酬：這實在是一個聖善而虔誠的思想。為此，他為亡者獻贖罪祭，是為叫他們獲得罪赦。”
- 瑪竇福音／馬太福音第5章25-26節：“當你和你的對頭還在路上，趕快與他和解，免得對頭把你交給判官，判官交給差役，把你投在獄裏。我實在告訴你。非到你還了最後的一文，決不能從那裏出來。”
- 瑪竇福音／馬太福音第12章32節：“凡出言干犯人子的，可得赦免；但出言干犯聖神的，在今世及來世，都不得赦免。”
- 格林多前書／哥林多前書第3章15節：“原來主的日子要在火中出現，這火要試驗各人的工程怎樣。誰在那根基上所建築的工程，若存得住，他必要獲得賞報；但誰的工程若被焚毀了，他就要受到損失，他自己固然可得救，可是仍像從火中經過的一樣。”
- 伯多祿前書／彼得前書第1章7節：“這是為使你們的信德，得以精煉，比經過火煉而仍易消失的黃金，更有價值，好在耶穌基督顯現時，堪受稱讚、光榮和尊敬。”

## 歷史
- 在教父時代，已流傳和接納此教義，其中著名的有：特土良、亞歷山大的克雷孟、奧古斯丁和金口若望。
- 公元593年，教宗額我略一世宣布炼狱之存在。
- 在1095年時，教宗烏耳班二世曾為鼓勵十字軍的士兵，演說應許參加武裝朝聖的人可以減少在煉獄中受苦的時間，而喪生者，更可不經煉獄直接進天堂。
- 十二世紀法國的瓦勒度派主張教會應恢復純以《聖經》為唯一真理，反對煉獄的說法，并視為異端之說。
- 1245年第一次里昂公會議，1274年第二次里昂大公会议，1439年(1438–1445)的佛羅倫斯大公會議，1545–63年特倫托會議中，正規的定義煉獄。

### 贖罪券與宗教改革
十六世紀初，教宗良十世以修缮聖伯多祿大殿为名，下令在歐洲各國售贖罪券，聲稱購買赎罪券，可以使在生者的罪得赦免，使親友的靈魂減除煉獄痛苦。在日耳曼，根據馬丁路德九十五條論綱第二十七條，“他們（贖罪券教士）鼓吹的僅僅是人的主張，說甚麼，當錢櫃中的銀幣叮當作響，煉獄中的靈魂即會應聲飛入天堂。”這樣贖罪券無形中就成了犯罪通行證。為抨擊羅馬教廷發行的赎罪券和教宗的赦罪權，路德於1517年10月31日發表了著名的“九十五條論綱”，從而拉開了宗教改革的序幕。

## 神学争议
炼狱在基督教大分裂中曾是引發分歧的教義之一。
由於煉獄没有直接来自于《聖經》的根据，故不被大多數東正教、新教和基督教系的新興宗教所接納。
但是東正教、東方正統教會以及新教的聖公宗、路德宗和循道宗的部分教會認為，有些人死後會得到淨化，並為死者祈禱，因為他們知道這是有效的。改革宗教會則教導說，死者透過「榮耀」的過程擺脫了他們的罪，人死後透過榮耀，上帝「不僅將祂的子民從一切苦難和死亡中拯救出來，還將他們從一切罪孽中拯救出來。」，在榮耀中，改革宗基督徒相信，死者「復活，並變得像基督榮耀的身體一樣」。